# Рокур, Антуан
Антуан Рокур (фр. Antoine Raucourt, в России часто Антуан Рокур де Шарлевиль; 1789, Шарлевиль-Мезьер — 4 мая 1841) — французский инженер и публицист. Член-корреспондент Императорской Академии Наук (1827).

## Биография
Окончил Политехническую школу в Париже в 1811 году с основной специализацией по строительству мостов и дорог. В 1814 году участвовал в работах по сооружению защитных военных сооружений вокруг Парижа. В 1818—1820 годах работал над развитием морского порта в Тулоне. Одновременно в 1820 году издал руководство по литографии.
В 1821—1826 годах — на русской службе. Был профессором Института путей сообщения в Санкт-Петербурге, спроектировал мост через реку Нарва (между современными городами Нарва и Ивангород), водопровод в Николаеве, занимался проблемами защиты Петербурга от наводнений. В 1822 году Рокур опубликовал «Трактат об искусстве изготовления хороших строительных растворов и правильного их использования» (фр. Traité sur l'art de faire de bons mortiers et d'en bien diriger l'emploi, переиздания 1828 и 1831). 
В 1823—1824 годах Рокур предложил Александру I проект реконструкции порта в Севастополе; за этот проект он был удостоен ордена Святого Владимира и произведён в полковники. Намного позднее, в 1835 году, по этому проекту переработаному Джоном Уптоном началось строительство Севастопольского водопровода. 
В дальнейшем, однако, работа Рокура в России не заладилась, и с 1 января 1827 году он вышел в отставку и уехал в Швецию, откуда написал Николаю I резкое письмо с обвинениями в адрес своих сослуживцев и российских порядков вообще.
Затем Рокур вернулся во Францию. Здесь он продолжал инженерные изыскания, а также увлёкся философией Сен-Симона: основал в 1836 году Институт всеобщей морали, издавал в 1836—1839 годах журнал «Просветитель» (фр. L'Éducateur), а в 1834 году выпустил «Курс позитивной философии» (фр. Cours normal de philosophie positive).